# Naissance en 1316
Naissance
- 1312
- 1313
- 1314
- 1315
- 1316
- 1317
- 1318
- 1319
- 1320

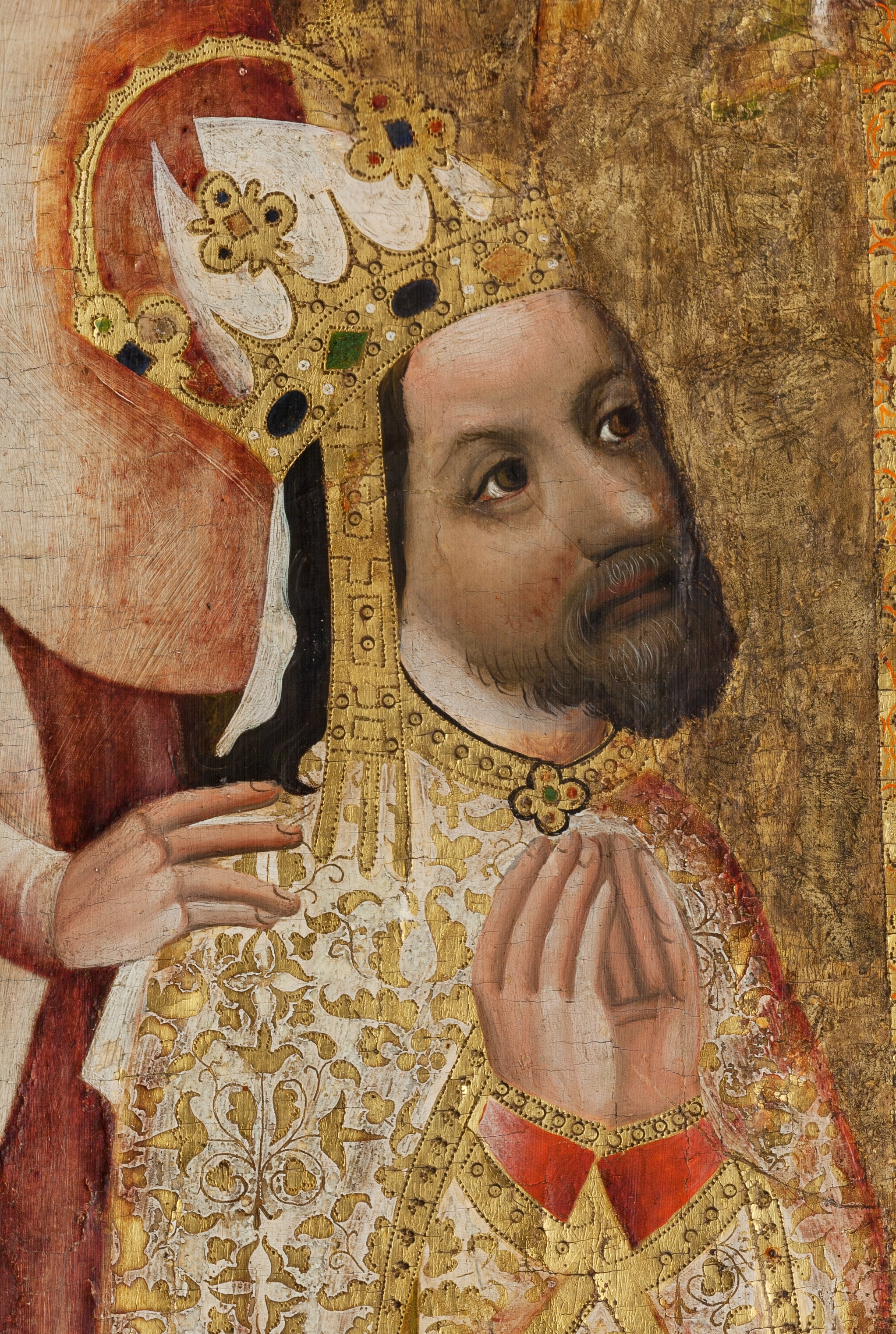
Charles IV du Saint-Empire, né en mai 1316.

Cette page dresse une liste de personnalités nées au cours de l'année 1316  :
- 2 mars : Robert II d'Écosse, futur roi d'Écosse.
- 14 mai : Charles de Luxembourg, futur comte de Luxembourg, futur empereur romain germanique.
- 25 août : Jean d'Eltham, comte de Cornouailles.
- 15 novembre : Jean Ier, le Posthume, roi de France et de Navarre.

- Ibn Arafa, de son nom complet Mohammed ben Mohammed ben Arafa al-Werghemmi, imam ifriqiyen, le plus illustre représentant de l'islam malikite à l'époque hafside.
- Édouard Ier de Beaujeu, surnommé Le Grand, 6e prince de Dombes et maréchal de France  sous Philippe VI de Valois.
- Magnus IV de Suède, roi de Suède et de Norvège.
- Fa Ngum, ou 'Somdetch Brhat-Anya Fa Ladhuraniya Sri Sadhana Kanayudha Maharaja Brhat Rajadharana Sri Chudhana Negara, fondateur du royaume lao du Lan Xang (million d'éléphants) en 1354.
- Choi Young, général de Koryo.

## Crédit d'auteurs
- Cet article est partiellement ou en totalité issu de l'article intitulé « 1316 » (voir la liste des auteurs).